# Полунин, Виктор Феофанович
Виктор Феофанович Полунин (7 декабря 1918, Москва — 8 июня 2003, Москва) — советский футболист и тренер. Мастер спорта СССР (1959).

## Биография
Родился 7 декабря 1918 года в Москве. Русский по национальности. Занимался футболом. Воспитанник московского «Локомотива». Играл за дублирующий состав столичного «Динамо».
С 1939 года служил в РККА. Участник военных парадов 1941 и 1945 годов. В составе сборной советских войск участвовал в матчах в Иране против в 1943 году против иранских и английских футболистов.
Дебют на высшем уровне состоялся в составе минского «Динамо» в первом послевоенном чемпионате СССР 1945 года. В 1947 году вернулся в «Локомотив», где играл до 1950 года. Завершил карьеру в 1951 году в составе «Красной Звезды» из Петрозаводска. Всего в Высшей лиге СССР провёл 44 матча и забил 6 голов.
Окончил Государственный центральный ордена Ленина институт физической культуры имени И. В. Сталина (1960). Учился в школе футбольных тренеров, после чего был направлен в Сталино руководить командой мастеров под названием «Локомотив», которую тренировал с 1952 по 1960 год. Являлся одним из тренеров сборной Кувейта в 1966—1967 годах. В дальнейшем работал с юношеской и молодёжной сборными СССР.
Работал в Управлении футбола при Спорткомитете СССР. Член КПСС (с 1958 года).
Скончался 8 июня 2003 в Москве.
Награждён орденом Отечественной войны II степени и знаком «Почётный железнодорожник» (1947).
Дочь — Ирина Викторовна Полунина.